# Кантюков, Рафкат Абдулхаевич
Рафкат Абдулхаевич Кантюков (род. 23 августа 1953, Кантюковка, Башкирская АССР) —  Президент волейбольного клуба «Зенит-Казань». Кандидат технических наук. Заслуженный работник нефтяной и газовой промышленности Российской Федерации (2006).

## Биография
Рафкат Абдулхаевич родился 23 августа 1953 года в селе Кантюковка Аллагуватского сельского совета Стерлитамакского района Башкирской АССР.
В 1979 году окончил Салаватский индустриальный техникум по специальности «техническое обслуживание и ремонт автомобилей». 
В 1986 году — Уфимский нефтяной институт по специальности «Автоматизация и комплексная механизация химико-технологических процессов».
В 2001 году окончил Санкт-Петербургский международный институт менеджмента по программе «Мастер делового администрирования» (направление «Менеджмент»).
Трудовую биографию Рафкат Абдулхаевич начал в 1971 году учеником токаря. Работал на газодобывающих предприятиях Крайнего Севера. Непосредственный участник строительства и обустройства Ямбургского и Заполярного нефтегазоконденсатных месторождений.

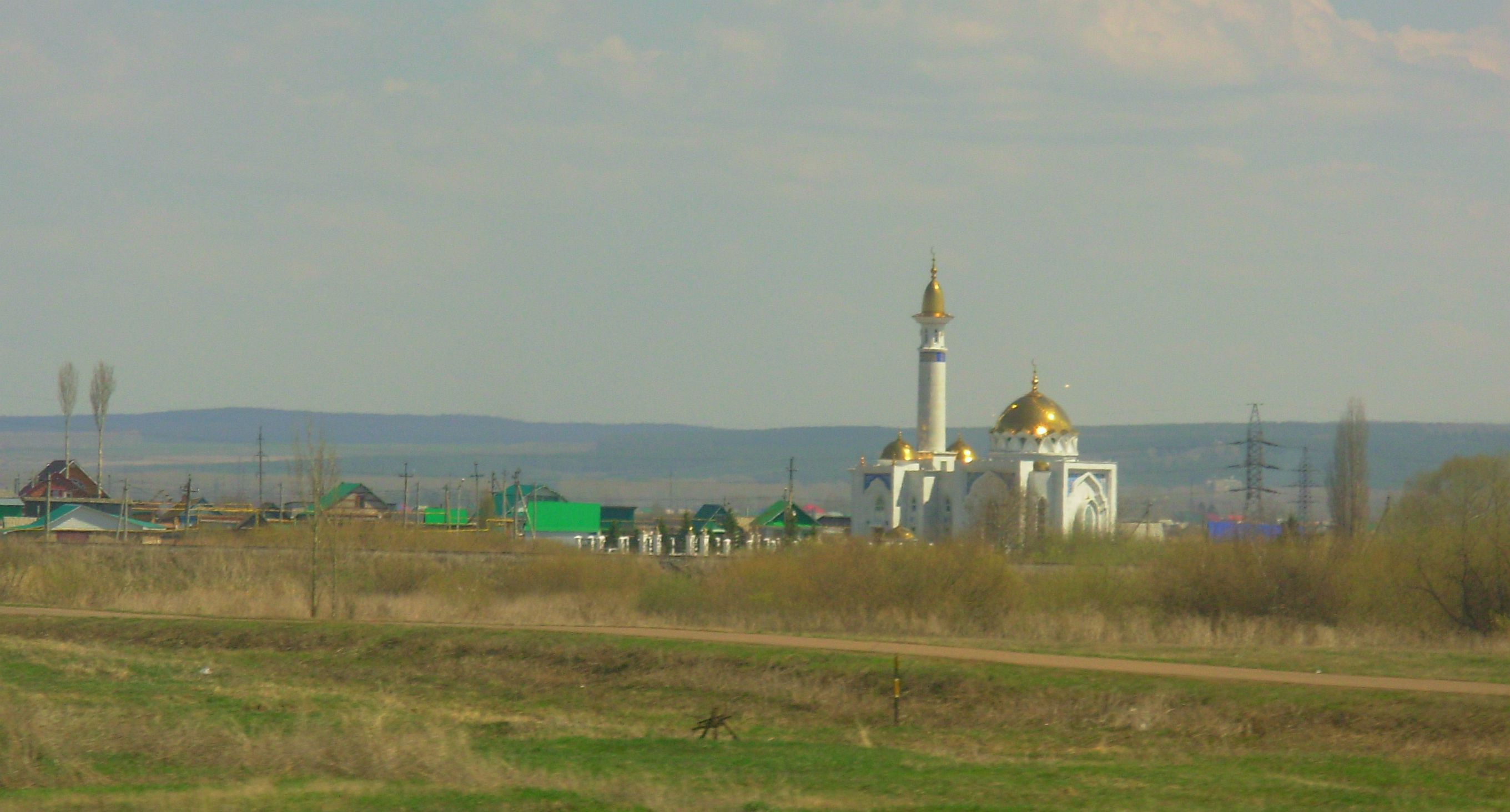
Деревня Кантюковка

В апреле 1998 года назначен генеральным директором ООО «Таттрансгаз» — ныне ООО «Газпром трансгаз Казань». Под его руководством полностью реализована программа газификации Республики Татарстан. На предприятии активно ведётся работа по внедрению новых технологий по использованию газа в различных сферах.
С 1999 года Р. А. Кантюков является депутатом Государственного Совета Республики Татарстан, в 2008 году избран членом Президиума Государственного Совета Республики Татарстан.
С 2004 года — президент волейбольного клуба «Динамо-Таттрансгаз» — ныне «Зенит-Казань».
На средства Р. А. Кантюкова в деревне Кантюковка была построена мечеть Суфия. Мечеть расположена на берегу искусственного водоёма и считается одной из красивейших мечетей Республики Башкортостан. Она облицована мрамором, мозаикой и золотом.

## Награды
- Орден Почёта (11 июля 2018 года) — за заслуги в области нефтяной и газовой промышленности, многолетнюю добросовестную работу[15]
- Орден Дружбы (13 октября 2011 года) — за достигнутые трудовые успехи и многолетнюю добросовестную работу[16]
- Медаль ордена «За заслуги перед Отечеством» II степени (8 ноября 2023 года) — за вклад в развитие физической культуры и спорта, многолетнюю добросовестную деятельность[17]
- Медаль «В память 1000-летия Казани» (2005 год)
- Заслуженный работник нефтяной и газовой промышленности Российской Федерации (11 марта 2006 года) — за большой вклад в развитие топливно-энергетического комплекса и многолетний добросовестный труд[18]
- Почётный гражданин города Казани (2013 год)[19]
- Почётный работник газовой промышленности (2003 год)
- Почётный работник топливно-энергетического комплекса РФ (2003 год)
- Орден «За заслуги перед Республикой Татарстан» (2013 год)[20]
- Медаль Республики Татарстан «За доблестный труд» (2005 год)
- Медаль «В ознаменование добычи трехмиллиардной тонны нефти Татарстана» (2010 год)[21]
- Почётная грамота Республики Татарстан (2002 год)
- Благодарственные письма Президента Республики Татарстан — 2001, 2002, 2003, 2006, 2008, 2011 гг;
- Международная награда «Золотой Меркурий» (2005 год)[22]
- Лауреат Государственной премии Республики Татарстан в области науки и техники (2012)[23]